# Kumys
Kumys (også:  kumis fra  russisk кумыс, tyrkisk kımız tatarisk kymyz, Kasakhisk қымыз) er naturlig gæret hoppemælk, en slags vin lavet af mælk.
I det mongolske køkken kaldes samme drik airag (eller airak), og regnes som landets nationaldrik. Det er også den traditionelle velkomstdrik en gæst får serveret straks de kommer til en jurte.
Kumys/airag er mælkehvidt og smager syrlig og køligt forfriskende med en mandel- og osteagtig bismag, som personer fra vestlige kulturer ofte skal bruge noget tid til at vænne sig til. Drikken er let alkoholholdig (1,2 til 2 % alkohol) og er en traditionel ret i asiatiske steppekulturer. Den bliver anset som nyttig i bekæmpelse af tuberkulose, jernmangel, anæmi og andre skavanker. I Europa laves lignende produkter fra æsel-, gede- og komælk. Brændevinen Araka destilleres af kumys. På grund af det høje vitamin- og mineralindhold tjener kumys til en vis grad som erstatning for frugt og grønsager. Ved regelmæssig indtagelse virker drikken let lakserende.